# Charley Hull
Charley Hull (nascida em 20 de março de 1996) é uma golfista profissional britânica.
Tornou-se profissional em 2013.
Hull irá representar o Reino Unido no jogo por tacadas individual feminino do golfe nos Jogos Olímpicos de Verão de 2016, no Rio de Janeiro, Brasil.